# General Motors
General Motors ([ˈdʒɛnərəl ˈməʊtəz], сокращённо GM; рус. «Дже́нерал мо́торс») — крупнейшая американская автомобильная корпорация, до 2008 года на протяжении 77 лет была крупнейшим производителем автомобилей в мире. По результатам 2014 года, концерн занимал третье место в мире (после Toyota и Volkswagen) по количеству проданных автомобилей (9,92 миллиона штук). Производство налажено в 29 странах, продажа — в 192 странах. Штаб-квартира компании расположена в Детройте. На определённых этапах своего существования входила в двадцатку крупнейших компаний-подрядчиков ВПК США. Около пятой части доходов от продаж продукции и предоставляемых услуг составляет федеральный клиентский сектор обслуживания военных заказов (без учёта иностранных заказчиков американского вооружения и военной техники).
В числе крупнейших компаний США по размеру выручки в 2022 году (список Fortune 500) General Motors заняла 25-е место, а среди крупнейших компаний мира (список Fortune Global 500) — 64-е место. В списке крупнейших публичных компаний мира Forbes Global 2000 за 2022 год General Motors заняла 69-е место.

## История

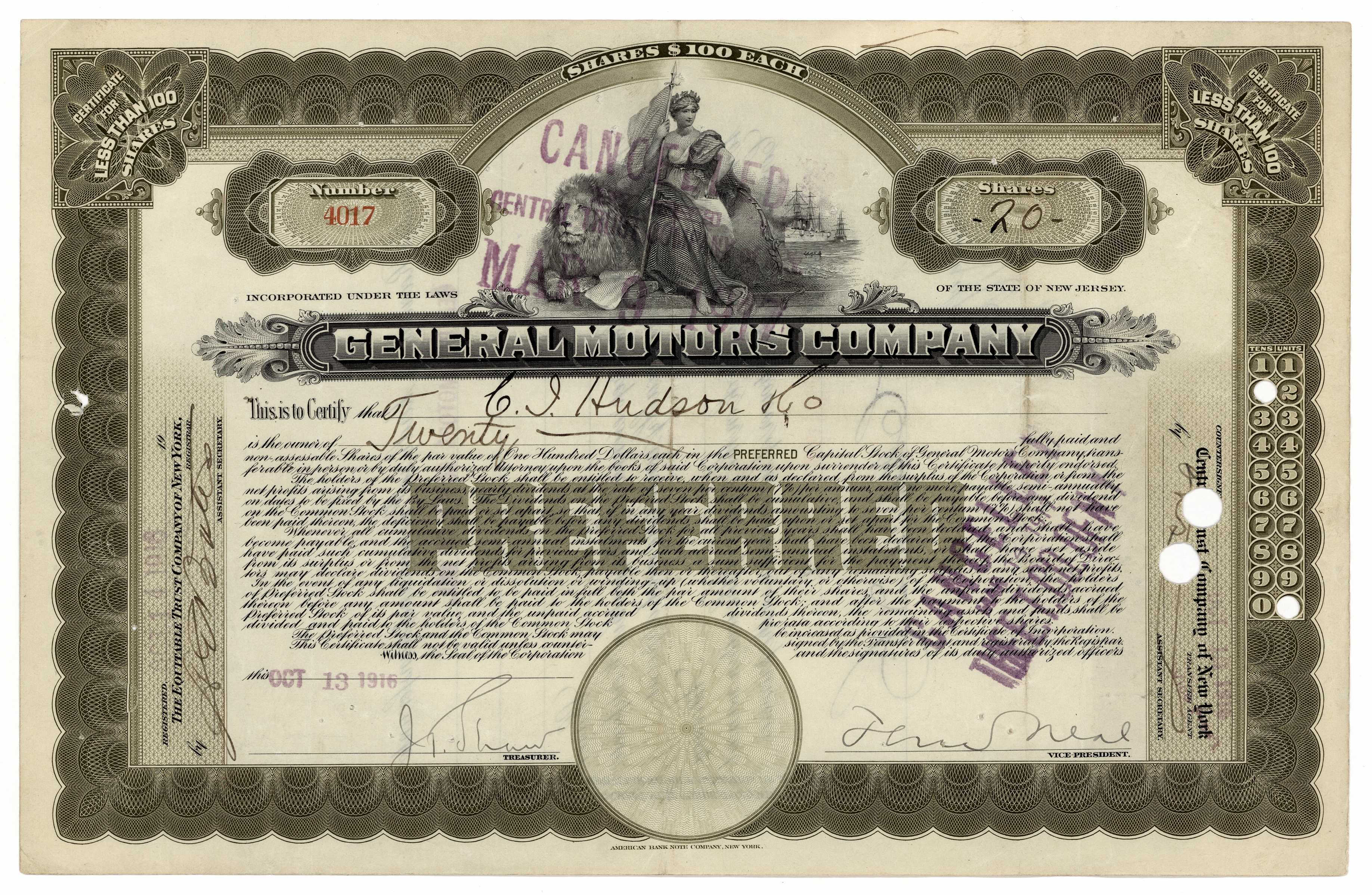
1916

General Motors Corporation образовалась в результате объединения нескольких производителей автомобилей. Старейшая из образовавших корпорацию компаний была основана Р. Э. Олдсом в 1892 году в Детройте под названием Olds Motor Vehicle Company. На рубеже веков также в Детройте Генри Лиланд, до этого работавший на заводе Олдса, основал Cadillac Automobile Company, а Дэвид Бьюик — Buick Motor Company. Для избежания конкуренции, в 1903 году по инициативе директора Buick Уильяма Дюранта была создана корпорация General Motors, в которую вошли Olds Motor Vehicle Company и Buick, в 1909 году к ним присоединились компании Cadillac и Oakland (переименованная в Pontiac). В последующие годы General Motors поглотила ряд небольших производителей автомобилей, в 1918 году в состав корпорации вошла компания Chevrolet, а в 1920 году — канадская McLaughlin Motor Company, позже ставшая дочерней компанией General Motors of Canada Limited. Также в 1920 году была присоединена Dayton Engineering Laboratories, компания изобретателя стартера Чарльза Кеттеринга (англ. Charles F. Kettering), а сам Кеттеринг стал научным директором GM. В 1917—1919 годах до 90 % продукции GM было военного назначения.
В 1923 году президентом GM стал Альфред Слоун (занимал этот пост до 1956 года), под его руководством началась зарубежная экспансия корпорации: в 1925 году была куплена британская компания Vauxhall Motors, а в 1931 году — немецкая Adam Opel; также была значительно увеличена доля на американском рынке — с 12 % в 1921 году до 44 % в 1941 году. С 1940 по 1945 год GM произвела военной продукции на 12,3 млрд долларов, в том числе 1300 самолётов и четверть всех авиационных двигателей в США. На войну в Корее также было направлено до 19 % производственных мощностей GM.
1950-е годы были отмечены рядом новшеств в автомобилях, производимых GM. С 1950 года все марки автомобилей стали доступны с автоматической коробкой передач, с 1955 года — восьмицилиндровые двигатели, была улучшена аэродинамика машин, электропитание переведено с 6 на 12 вольт, появились усилители руля и тормозов, а также кондиционеры и ремни безопасности. Однако с середины 1950-х годов всё большую популярность в США начали приобретать европейские автомобили. В 1956 году продажи детройтских гигантов автомобилестроения (GM, Ford, Chrysler) упали на 15 %, в 1957 году в США импорт машин превысил их экспорт, ввезённые автомобили составили 8 % от продаж в США, в то время как доля GM на рынке в 1959 году снизилась до 42 %. В 1960-х положение компаний усугубилось беспорядками в обнищавших пригородах Детройта. На трудности GM прореагировала расширением сферы деятельности: корпорация начала заниматься бытовой техникой, страхованием, локомотивами, электроникой, подшипниками, банкингом и финансовыми услугами. Благодаря этому рентабельность инвестиций у GM в конце 1960-х выросла с 16,5 % до 25,8 % (в среднем по отрасли — 13 %).
В 1974 году цена на нефть резко возросла вследствие введения эмбарго на импорт из стран ОПЕК, также в США был принят закон, вводивший жёсткие ограничения на загрязнение воздуха, что в сумме сильно ударило по GM, также как по Ford и Chrysler. В 1980-х годах выручка GM неуклонно снижалась, но в то же время было потрачено более 60 млрд долларов на обновление модельного ряда автомобилей, а также на модернизацию заводов. В 1984 году была куплена компания Electronic Data Systems (связь и хранение данных), а в 1986 году компания Hughes Aircraft (самолёты). В 1990 году GM приобрела 50-процентную долю у шведского автопроизводителя Saab Automobile AB, тогда же была создана дочерняя компания по производству малолитражных автомобилей в Теннесси Saturn Corporation. За три года (1990—1992) чистый убыток корпорации составил в сумме 30 млрд долларов, доля на рынке США сократилась до 35 %.
В 1992 году GM возглавил Джэк Смит, которому доверили дело возрождения корпорации. Уже в том же году численность персонала в центральном офисе была сокращена с 13 500 до 2300, к 1996 году было закрыто 24 завода и уволено 65 тысяч сотрудников, проданы подразделения по производству деталей. Эти меры, а также снижение курса доллара (что делало импортные товары дороже), позволило в 1993 году получить чистую прибыль 2,47 млрд долларов при обороте 138,22 млрд долларов, а в 1995 году чистая прибыль составила 6,88 млрд долларов при рекордной выручке 163,86 млрд долларов. Однако доля на рынке продолжала падать, до 31 % в 1995 году и ниже 30 % в 1999 году. Сокращение доли на домашнем рынке корпорация попыталась компенсировать расширением присутствия на азиатском и европейском рынке: в 1999 году была куплена 20-процентная доля в Fuji Heavy Industries, производителей автомобилей Subaru; в 2000 году также 20 % в компании Fiat Auto S.p.A. и установлен полный контроль над Saab; в 2002 году куплена часть южнокорейской Daewoo Motor Company.

### Начало XXI века: банкротство и возрождение

Логотип. 1964—2020

В конце первого десятилетия XXI века финансовое состояние GM сильно ухудшилось. В период с 15 октября 2007 года по 4 июня 2009 года акции компании потеряли 98,7 % стоимости, обвалившись с $50,5 до $0,7 за 1 акцию. 1 июня 2009 года компания приступила к процедуре банкротства (статья 11-я федерального закона США о банкротстве) — в суд Южного федерального округа Нью-Йорка был подан соответствующий иск. Согласно условиям банкротства, правительство США предоставило компании около 30 млрд долларов, а взамен получило 60 % акций концерна, правительство Канады — 12 % акций за 9,5 млрд долларов, Объединённый профсоюз рабочих автомобильной промышленности — 17,5 % акций. Остальные 10,5 % акций разделили между собой крупнейшие кредиторы концерна. Президент США Барак Обама заявил, что государство не планирует контролировать GM всегда и избавится от контрольного пакета акций, как только улучшится финансовое положение концерна. В результате 10 июля 2009 года была создана новая независимая компания General Motors Company. Старая GM (General Motors Corporation) была переименована в Motors Liquidation Company.
Предполагалось, что после банкротства концерн будет разделен на две компании, в первую из которых войдут наиболее убыточные подразделения, а во вторую — наиболее прибыльные Chevrolet и Cadillac. В частности, в 2009 году GM планировала продать убыточный Opel, и одним из претендентов на покупку являлся консорциум компании Magna International и российского Сбербанка. Однако в начале ноября GM приняла решение оставить Opel себе, мотивируя это наметившимся выходом отрасли из кризиса и нежеланием уходить с рынка малолитражных автомобилей.
В конце 2010 года GM провёл публичное размещение акций, ставшее одним из крупнейших в истории. В ходе размещения правительства США и Канады, ставшие основными акционерами при банкротстве в 2009 году, реализовали свои акции на общую сумму 23,1 млрд долларов.
В 2012 году компания приобрела контрольный пакет акций немецкого производителя профессионального оборудования Hesler; он стал основой подразделения оборудования для строительства и садоводства.
В 2017 году GM всё же продала компании Opel и Vauxhall Motors концерну Groupe PSA. В ноябре 2018 года GM объявила о закрытии в Северной Америке трёх нерентабельных заводов, которые намеревалась приобрести компания Tesla.

## Собственники и руководство

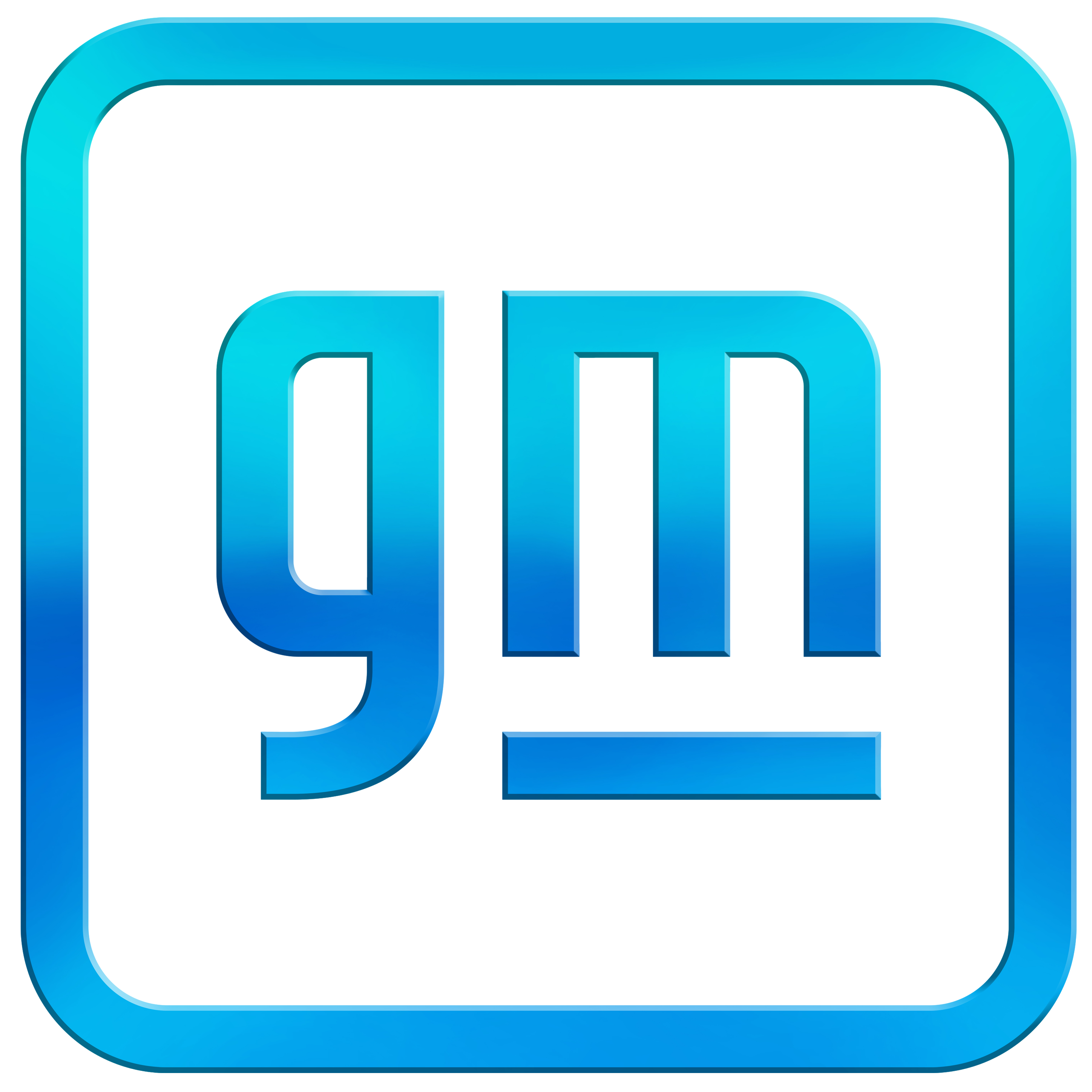
Новый логотип компании. 2021

На 2022 год компанией было выпущено 1,458 млрд акций, 81,5 % из них принадлежали институциональным инвесторам, среди крупнейших держателей акций преобладали инвестиционные компании США, такие как The Vanguard Group, BlackRock, Capital Group Companies, State Street Global Advisors, Berkshire Hathaway, Harris Associates, Invesco.
- Мэри Барра (Mary T. Barra, род. 24 декабря 1961 года) — председатель совета директоров с 2016 года и главный исполнительный директор (CEO) с 2014 года; в компании с 1980 года.
- Марк Ройс[англ.] (род. в 1963 году) — президент с 2019 года[15].

## Деятельность
За 2021 год компанией было продано 6,291 млн автомобилей, что составило 7,6 % от продаж всех компаний отрасли.
Основные регионы деятельности по состоянию на 2021 год:
- Северная Америка (GM North America) — разработка, производство и продажа автомобилей марок Buick, Cadillac, Chevrolet и GMC в Северной Америке. Продажи компании в Северной Америке составили 2,574 млн автомобилей, из них на США пришлось 2,218 млн, доля на рынке страны составляет 14,4 %, на рынке региона в целом — 13,7 %; выручка от продаж автомобилей в этом регионе составила 101,3 млрд долларов, в других регионах — 12,2 млрд долларов.
- Азиатско-Тихоокеанский регион, Ближний Восток и Африка — продажи в этом регионе составили 3,323 млн автомобилей (доля 7,3 %), из них 2,892 млн автомобилей пришлось на КНР, где GM работает через два совместных предприятия (SAIC General Motors Sales Co., Ltd. и SAIC GM Wuling Automobile Co., Ltd.), доля на китайском рынке составляет 11,2 %.
- Южная Америка (GM South America) — в Южной Америке было продано 393 тысячи автомобилей, из них 242 тысячи в Бразилии (в этой стране доля на рынке составила 11,4 %, в целом в регионе — 10,9 %).

Через дочернюю компанию GM Financial оказываются финансовые услуги: кредитование дилеров и конечных покупателей, страхование; из $127 млрд выручки General Motors в 2021 году на GM Financial пришлось $13,4 млрд.

### Автомобильные марки
В настоящее время General Motors принадлежат автомобильные марки: Buick, Cadillac, Chevrolet и GMC. Ранее выпускались также: Holden, Oldsmobile, Pontiac, Hummer, Saturn, Asüna, Acadian, Alpheon, Geo.
GM тесно сотрудничает с рядом компаний, разделяя рынки сбыта и производя совместную разработку автомобилей и двигателей. Среди таких компаний Fiat Auto SpA of Italy (марки Fiat, Alfa Romeo, Lancia, Ferrari, Maserati), Fuji Heavy Industries Ltd. (Subaru), Isuzu Motors Ltd. (разработка для GM коммерческих автомобилей и дизельных двигателей, марка Isuzu), Suzuki Motor Corp. of Japan (Suzuki).
Кроме того, GM являлась держателем крупнейшего пакета акций компании GM Daewoo Auto & Technology Co. of South Korea (торговая марка Daewoo), которая была упразднена в начале 2011 года.
|                     | 2005…   | 2010  | 2011  | 2012  | 2013  | 2014  | 2015  | 2016  | 2017  | 2018  | 2019  | 2020  | 2021  |
| ------------------- | ------- | ----- | ----- | ----- | ----- | ----- | ----- | ----- | ----- | ----- | ----- | ----- | ----- |
| Оборот              | 192,1…  | 135,6 | 150,3 | 152,3 | 155,4 | 155,9 | 152,4 | 149,2 | 145,6 | 147,0 | 137,2 | 122,5 | 127,0 |
| Чистая прибыль      | -10,42… | 6,503 | 9,287 | 6,136 | 5,331 | 4,018 | 9,615 | 9,269 | 0,330 | 8,075 | 6,732 | 6,427 | 10,02 |
| Активы              | 473,9…  | 138,9 | 144,6 | 149,4 | 166,2 | 177,5 | 194,5 | 221,7 | 212,5 | 227,3 | 228,0 | 235,2 | 224,7 |
| Собственный капитал | 15,93…  | 37,16 | 38,99 | 37,00 | 43,17 | 36,02 | 40,32 | 44,08 | 36,20 | 42,78 | 41,79 | 45,03 | 59,74 |

### General Motors в России

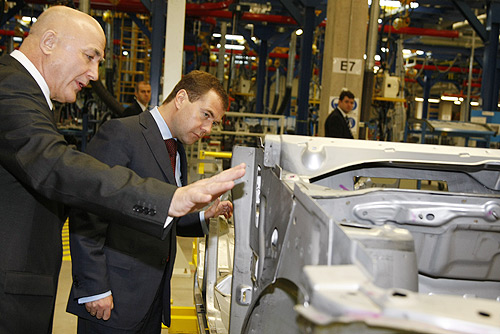
Председатель Правительства Российской Федерации Дмитрий Медведев вместе с управляющим директором по строительству новых заводов General Motors Джоном Бертоном на церемонии открытия автомобильного завода компании под Санкт-Петербургом (7 ноября 2008 года)

По состоянию на май 2011 года в России у компании было 154 автодилера марки Chevrolet, большинство из них также занимались продажей автомобилей марки Opel, и 28 продавали Cadillac. В России в 2010 году GM заняла второе место по продажам автомобилей, продав 159 376 машин всех своих марок.

#### ЕлАЗ-GM
В 1995 году GM предприняла попытку организовать сборку автомобилей в России. Для этого было создано совместное предприятие с правительством Татарстана «ЕлАЗ-GM». На территории Елабужского автомобильного завода были арендованы площади и организована крупноузловая сборка Opel Vectra и Chevrolet Blazer. Однако производство проработало только до 2000 года. Среди причин неудачи назывались непредоставление обещанных льгот и незначительные инвестиции.

#### GM-АВТОВАЗ
Вторая попытка состоялась в виде совместного предприятия с «АвтоВАЗ» на паритетных (по 50 %) условиях. Предприятие получило права на модель Chevrolet Niva и в 2002—2003 годах построило в Тольятти цеха для окраски кузовов и сборки автомобилей проектной мощностью 95 тысяч автомобилей в год. Завод выпускал в основном одну модель Chevrolet Niva.
Во второй половине 2010-х годов на территории Особой экономической зоны Тольятти было начато строительство второй площадки завода, где уже были цеха штамповки и сварки кузовов. Обновленная Chevrolet Niva, несмотря на неготовность второй очереди, запущена в производство с начала 2019 года.
В декабре 2019 года General Motors полностью вышел из компании, продав свою долю второму партнёру.

#### GM Шушары
С сентября 2006 года компания начала сборку из крупноузловых комплектов автомобиля Chevrolet Captiva в арендованном цеху завода «Арсенал», расположенного в районе Финляндского вокзала Санкт-Петербурга. С сентября 2007 года здесь развёрнута крупноузловая сборка внедорожника Opel Antara, а с февраля 2008 года на второй производственной площадке в Шушарах началась сборка — Opel Astra. В 2006 году на «Арсенале» было собрано 273 ед. Chevrolet Captiva, в 2007 — 5631 ед. Captiva и 48 ед. Antara. За 9 месяцев 2008 года собраны 30 575 автомобилей моделей Captiva, Antara и Astra. С февраля 2009 года сборка на заводе «Арсенал» была прекращена.
Строительство завода в Шушарах (пригород Санкт-Петербурга, 59°49′01″ с. ш. 30°25′20″ в. д.) началось 13 июня 2006 года. На первом этапе объём инвестиций в проект составил 115 млн долл. Монтаж оборудования начался в январе 2008 года, пробный пуск производства состоялся в сентябре, а официальное открытие предприятия — 7 ноября 2008 года. Завод рассчитан на сборку 70 тыс. машин в год.
В 2011 году завод собрал 60 тысяч машин. По состоянию на 2012 год завод выпускал модели Chevrolet Captiva, Chevrolet Cruze, Opel Antara, Opel Astra. Уровень российской локализации производства на 2012 год составлял 12 %, к 2015 отдельные модели достигли локализации 25 %.
В 2015 году General Motors закрыло производство автомобилей в Санкт-Петербурге, а также полностью отказалась от продаж автомобилей Opel в России. Причиной провала проекта называлась низкая локализация завода (~25 %), которая не позволила удержать приемлемые цены на конечную продукцию в условиях резкого удешевления рубля.
В 2020 году производственная площадка была продана российскому подразделению Hyundai Motor.

#### Сборка на чужих мощностях
Корпорация General Motors сотрудничает с калининградским ЗАО «Автотор», где выпускаются автомобили компании под брендами Chevrolet и Cadillac. В ноябре 2008 года General Motors запустила на заводе «Автотор» производство полного CKD-цикла модели Chevrolet Lacetti. Строительство и оснащение дополнительных цехов по сварке и окраске обошлось сторонам примерно в 80 млн евро. Переход на полный цикл сборки Lacetti в Калининграде потребовал дополнительно нанять 1450 сотрудников. Общая сумма инвестиций GM в «Автотор» превысила $350 млн.
Машины премиум-класса (Cadillac Escalade и Chevrolet Tahoe) для российского рынка General Motors собирала в Беларуси, на заводе «Юнисон».

#### Приостановка деятельности
1 марта 2022 года компания объявила о прекращении бизнеса в России, включая как поставки новых автомобилей, так и запчастей.

### Отзывы и последствия
- 7 февраля 2014 года GM объявил об отзыве 800 тыс. автомобилей Chevrolet Cobalt и Pontiac G5 в связи с неисправностью замка зажигания. В сообщении говорится, что неисправность зажигания может привести к выключению двигателя автомобиля, при этом в случае аварии подушки безопасности не сработают[33].
- 24 февраля 2014 года GM объявил об отзыве ещё 600 тыс. автомобилей Chevrolet HHR, Pontiac Solstice, Saturn Ion и Saturn Sky, произведённых в 2008—2011 гг., в связи с вышеуказанной неисправностью замка зажигания[33].
- 28 марта 2014 года GM объявил об отзыве 824 тыс. автомобилей в США. Общее число автомобилей, отозванных в связи с неисправностью замка зажигания, достигло 2,6 млн по всему миру. Компания подчеркнула, что данный дефект привёл к гибели 13 человек[33].
- 10 апреля 2014 года GM объявил, что найден ещё один дефект в замке зажигания. Данный дефект может привести к выключению двигателя автомобиля, что ведёт к отказу гидроусилителя рулевого управления и тормозной системы. Данная неисправность будет устранена во всех 2,6 млн отозванных автомобилях[33].
- 15 мая 2014 года GM объявил об отзыве 3 млн автомобилей, выпущенных в основном до 2009 года, в связи с возможным возгоранием электропроводки[33].
- 20 мая 2014 года GM отозвал ещё 2,4 млн автомобилей, в том числе последние модели Buick Enclave, Chevrolet Traverse и GMC Acadia, в связи с проблемами ремней безопасности и трансмиссии[33].
- 21 мая 2014 года GM отозвал 218 тыс. автомобилей Chevrolet Aveo из-за опасности перегрева и возгорания[33].
- 23 мая 2014 года японский производитель Suzuki отозвал 184 тыс. автомобилей, выпущенных GM в Южной Корее, и проданных Suzuki в США[33].
- 17 сентября 2015 года GM дал согласие на выплату штрафа в 900 млн долларов за сокрытие дефекта, приведшего к гибели 124 человек. Компания также подписала соглашение об отсрочке судебного преследования минюстом США. Это позволило компании и её сотрудникам избежать судебных разбирательств, и стало точкой в правительственном расследовании[34].
- В ноябре 2020 года GM объявил об отзыве 5,9 млн автомобилей из-за проблем с подушками безопасности. Речь идёт о грузовиках и внедорожниках, в том числе моделей Cadillac Escalade, Chevrolet Silverado, Chevrolet Suburban, Chevrolet Tahoe, GMC Sierra и GMC Yukon, произведённых в 2007—2014 годах[35].